# Jean-Michel Mathieu-Faviers
Jean-Michel Mathieu-Faviers (11 novembre 1753, Strasbourg - 20 novembre 1841, Strasbourg), est un homme politique français.

## Biographie
Fils d'un des premiers magistrats de la ville de Strasbourg et appartenait à une famille qui fut appelée du parlement de Metz à la cour souveraine de Colmar, à l'époque de la réunion de l'Alsace à la France. Il est le frère de François-Jacques-Antoine Mathieu de Reichshoffen et de Philippe-Gaétan Mathieu de Faviers.
Jean-Michel Mathieu-Faviers fut, en 1790, procureur de la commune de Strasbourg; en l'an IV maire de Strasbourg, de l'an VIII à l'an X inspecteur des subsistances militaires, puis commissaire du gouvernement près le tribunal criminel du Bas-Rhin. 
Élu, le 9 thermidor an XI, par le Sénat conservateur, député du Bas-Rhin au Corps législatif, il obtint le renouvellement de ce mandat le 18 février 1808, et siégea jusqu'en 1815. Il mourut à Strasbourg, le 20 novembre 1841, conseiller à la cour de Colmar.